# Baiyankamys shawmayeri
Baiyankamys shawmayeri је врста глодара из породице мишева (Muridae).

## Распрострањење
Ареал врсте је ограничен на једну државу. Папуа Нова Гвинеја је једино познато природно станиште врсте.

## Станиште
Станишта врсте су шуме, језера и језерски екосистеми, речни екосистеми и слатководна подручја. Врста је по висини распрострањена од 1.500 до 3.600 метара надморске висине. Врста је присутна на подручју острва Нова Гвинеја.

## Угроженост
Ова врста није угрожена, и наведена је као последња брига јер има широко распрострањење.